# Текеришки пешкир
Текеришки пешкир је део девојачке спреме Персиде-Персе Спајић из Текериша, са Цера и сведочи о лику и моралу српског војника у Првом светском рату.

## Прича о пешкиру
Прича о пешкиру је везана за Први светски рат и чувену Битку на Церу у августу 1914. године. Као један од учесника битке био је и Милета Милутиновић из села Седлара код Свилајнца, као војник Другог прекобројног пука Комбиноване дивизије. У току ноћи 14/15. августа 1914. године у току борбе са доста бројнијом 21. аустроугарском Ландвер дивизијом, био је рањен гелером у обе ноге. Тешко рањен, у повлачењу успео је да стигне до куће Тихомира Стевановића, која је била без укућана. Да би се превио и спасао живот, отворио је сандук са девојачком спремом и са два пешкира превио ноге.
После рањавања Милета се опоравио и наставио је борбу, прешао Албанију и учествовао на пробијању Солунског фронта. После рата вратио се кући у родно село, сачувајући један пешкир. Још за време рата распитивао се за судбину Стевановића и Спајића, да би пешкир вратио и сазнао је да девојка из чије је спреме узео пешкире умрла од туберколозе, пре удаје.
Приликом обележавања шездесете годишњице Церске битке, посетио је Текериш и поклонио пешкир музеју „Церска битка”, који су га предали месној канцеларији, да би у септембру 1975. године се нашао у Народном музеју у Шапцу. Данас се пешкир налази у сталној поставци музеја.

## Изглед пешкира
Пешкир представља типичан пример тканог пешкира из Поцерине, са почетка 20. века, као дела девојачке спреме. Ткан је танким нитима лана и памука и на оба краја украшен је црвено-жутим положеним линијама и цветовима. С једне стране извезено: „Перса Спајића ђевојка”, а са друге „Добро јутро добри домаћине, сретан ти празник”. Обрубљен је чипком, где је задњи ред хеклан црним концем, што није својствено за спрему девојке. У ткању је дужине 220 cm, а са обостраном чипком дужина му је 250 cm.